# Дајана Вилијамс
Дајана Виллиамс, (енгл. Diane Williams; Чикаго, 14. децембар 1962) бивша је америчка атлетичарка која се такмичила у спринтерским дисциплинама 100 и 200 метара.

## Спортска биографија
Дајана Вилијамс поставила је 1982. лични рекорд на 100 м од 11,14. Следеће године у Колорадо Спрингсу поправља лични рекорд на 10,94, и постала друга Америкабка која је стазу истрчала брже од 11 секунди. Прва је била Евелин Ешфорд са 10,79, новим светским рекордом. Вилијамс је годину завршила као четврта на светској ранг листи спринтерки на 100 м. Исте године на Светском првенству у Хелсинкију освојила је бронзану медаљу са временом 10,99, а претекле су је источнонемачке атлетичарке Марлис Гер и Марита Кох.
Четири године касније, Дајана Виллиамс освојила је државно првенство са 10,90 уз помоћ јаког ветра. На Светском првенству у Риму завршила је као четврта на 100 метара и победила у финалу са штафетом 4 × 100 метара у сатаву Алис Браун, Вилијамс, Флоренс Грифит-Џојнер и Пам Маршал, постављајући нови рекорд првенства у времену 41,58 када су Сједињене Државе доминиралеу у односу на Источну Немачку и СССР.
Године 1988. истрчала је најбоље време у каријери на 100 м, 10,86 у четвртфиналу избора америчких олимпијских селекција, друга иза Флоренце Грифитх Јоинер која је оборила светски рекорд са 10,49. Потом није успела у полуфиналу и није се квалификовала се за Игре.

## Значајнији резултати
| Година | Такмичење         | Место         | Дисциплина | Резултат | Пласман | Детаљи |
| 1983   | Светско првенство | Хелсинки      | 100 м      | 11,О6    |         |        |
| 1983   | Светско првенство | Хелсинки      | 4 х 100 м  | 44,20    | 9 / 15  |        |
| 1987   | Панамеричке игре  | Индијанаполис | 100 м      | 11,25    |         |        |
| 1987   | Светско првенство | Рим           | 100 м      | 11, 07   | 4.      |        |
| 1987   | Светско првенство | Рим           | 4 х 100 м  | 41,58    |         |        |

## Лични рекорди
| Дисциплина        | Резултат (секунди) | Место              | Датум             |
| ----------------- | ------------------ | ------------------ | ----------------- |
| 60 метара дворана | 7,24               | Инглвуд, САД       | 19. фебруар 1988. |
| 100 метара        | 10,86              | Индијанаполис, САД | 16. јул 1988.     |
| 200 метара        | 22,60              | Волнат, САД        | 27. април 1986.   |